# Édith Cloutier
Édith Cloutier, née en 1966 d’une mère algonquine et d’un père québécois, est la directrice générale du Centre d’amitié autochtone de Val-d’Or et la présidente du Regroupement des centres d'amitié autochtones du Québec (RCAAQ).

## Biographie
Édith Cloutier est bachelière en sciences comptables de l’Université du Québec en Abitibi-Témiscamingue (UQAT). Elle représente le RCAAQ auprès de l’Assemblée des Premières Nations du Québec et du Labrador. En outre, elle siège au conseil d’administration de l’UQAT et, en 2006, elle a été nommée au Comité consultatif de lutte contre la pauvreté et l’exclusion sociale du gouvernement du Québec.
Édith Cloutier a été désignée Femme d’action et de savoir par l’organisme Femmes autochtones du Québec (2005). Elle a reçu le Prix d’honneur de la citoyenne de la Société nationale des Québécoises et des Québécois d’Abitibi-Témiscamingue (2005) et le Filon de la personnalité féminine de l’année de la Chambre de commerce de Val-d’Or (2004). Elle figure dans une exposition intitulée Les géants, en hommage aux personnes qui ont marqué l’histoire de Val-d’Or.
Sous sa direction, plusieurs marques de reconnaissance ont été décernées au Centre d’amitié autochtone de Val-d’Or, dont une mention d’honneur aux Prix d’excellence du Réseau de la santé et des services sociaux (2004), dans la catégorie « Soutien aux personnes et aux groupes vulnérables », et le Prix québécois de la citoyenneté Anne-Greenup (2002).
Elle a été reçue Chevalier de l’Ordre national du Québec en 2006 et membre de l'Ordre du Canada en 2013, puis a été récipiendaire du prix d’excellence « Service public » décerné par la Fondation nationale des réalisations autochtones en mars 2010.
En juin 2009, dans son dossier à grand déploiement portant sur le Québec de demain, le journal La Presse citait Édith Cloutier parmi les 36 Québécois qui préparent chaque jour le Québec de demain. Enfin, en 2011, Édith Cloutier a remporté le concours Femmes de l’année du magazine féminin Elle Québec dans le cadre du dossier Elles changent le monde : 50 femmes de l’année.

En mai 2021, l'Institut nationale de la recherche scientifique (INRS) lui décerne un doctorat honoris causa pour sa détermination à défendre les droits des Autochtones et la recherche d’un mieux-être et d’un rapprochement entre les peuples.
En 2022, elle fait partie d'une équipe de cinq Autochtones afin de mettre sur pied le premier Conseil national de réconciliation. Cette entité indépendante fera le suivi des mesures que prend le gouvernement canadien en faveur de la réconciliation avec les peuples autochtones.